# فرودگاه آبی آرکتیک رد ریور
فرودگاه آبی آرکتیک رد ریور (به انگلیسی: Arctic Red River Water Aerodrome) یک فرودگاه همگانی است که یک باند فرود آب دارد. این فرودگاه در کشور کانادا قرار دارد و در ارتفاع ۶ متری از سطح دریا واقع شده‌است.